# Primavelans insculpta
Primavelans insculpta är en mossdjursart som först beskrevs av Walter Douglas Hincks 1883.  Primavelans insculpta ingår i släktet Primavelans och familjen Bitectiporidae. Inga underarter finns listade i Catalogue of Life.